# Lagash
Lagash of Lagasj (in wetenschappelijke literatuur vaak Lagaš; spijkerschrift: 𒉢𒁓𒆷𒆠 LAGAŠKI; Soemerisch: ŠIR.BUR.LAKIKI (Sirpurla), Akkadisch: Nakamtu), het huidige Tell el-Hiba, ten noordwesten van de samenvloeiing van de Tigris en de Eufraat en ten oosten van Uruk, was een van de oudste en belangrijke steden van het oude Soemer en later Babylonië. Het rijk van Lagash strekte zich uit van Girsu (het huidige Telloh), waarbij het heiligdom van Ningirsu, dat het religieuze centrum van het rijk vormde, was gelegen, tot Nina (Zurghul) in het moerassige gebied in het zuiden.

## Opgravingen
De moderne naam van de ruïnes van Lagash is Tell al-Hiba. Het was de eerste opgraving van belang van een Soemerische stad. De Fransman Ernest de Sarzec begon er al in 1877 te graven. Hij leidde er in de periode tot 1900 elf expedities en vond er een groot aantal beeldhouwwerken (onder andere die van Gudea en de stele van de gieren van Eannatum).
Nadien zetten andere Franse onderzoekers het werk voort: Gaston Cros (1903-'09), Henri de Genouillac ('29-'31) en André Parrot ('31-'33). In 1948 verscheen het standaardwerk Tello van de hand van Parrot. Samen met de voornamelijk Amerikaanse opgravingen van Nippur hebben deze expedities de grondslag gelegd voor onze huidige kennis van de oudste beschaving van de geschreven geschiedenis.
In 2022 is het een vindplaats waar opgravingen in volle gang zijn. Dit is het derde seizoen. De opgravingen worden geleid door Holly Pittman (University of Pennsylvania) bijgestaan door Augusta McMahon (University of Cambridge) en Sara Pizzimenti (Università de Pisa), onder auspiciën van de Raad voor Oudheden en Erfgoed van de staat Irak.
Een aantal belangrijke onderdelen van de vindplaats zijn:
- Gebied A: de Ibgal van Inanna
- Gebied B: de Bagara van Ningirsu
- Gebied C: Administratieve gebouwen van de Vroeg-dynastieke periode ED IIIb
- Gebied G: Administratieve gebouwen van de periode ED I
- Gebied H: Werkplaatsen en behuizingsarchitectuur

Opmerkelijk is dat de periode ED II schijnt te ontbreken.
Er wordt bij de opgraving gebruik gemaakt van oppervlakte-onderzoek en moderne methoden zoals luchtfotografie met drones, het boren van boorkernen enz. De vindplaats is erg groot en een belangrijke vraagstelling is of de stad alleen een productiecentrum was of ook een politieke rols speelde zoals het nabijgelegen Girsu.

## Geschiedenis
De geschiedenis van het rijk van Lagash kan worden opgedeeld in twee grote perioden: de Eerste en de Tweede dynastie van Lagash.

### Eerste dynastie van Lagash

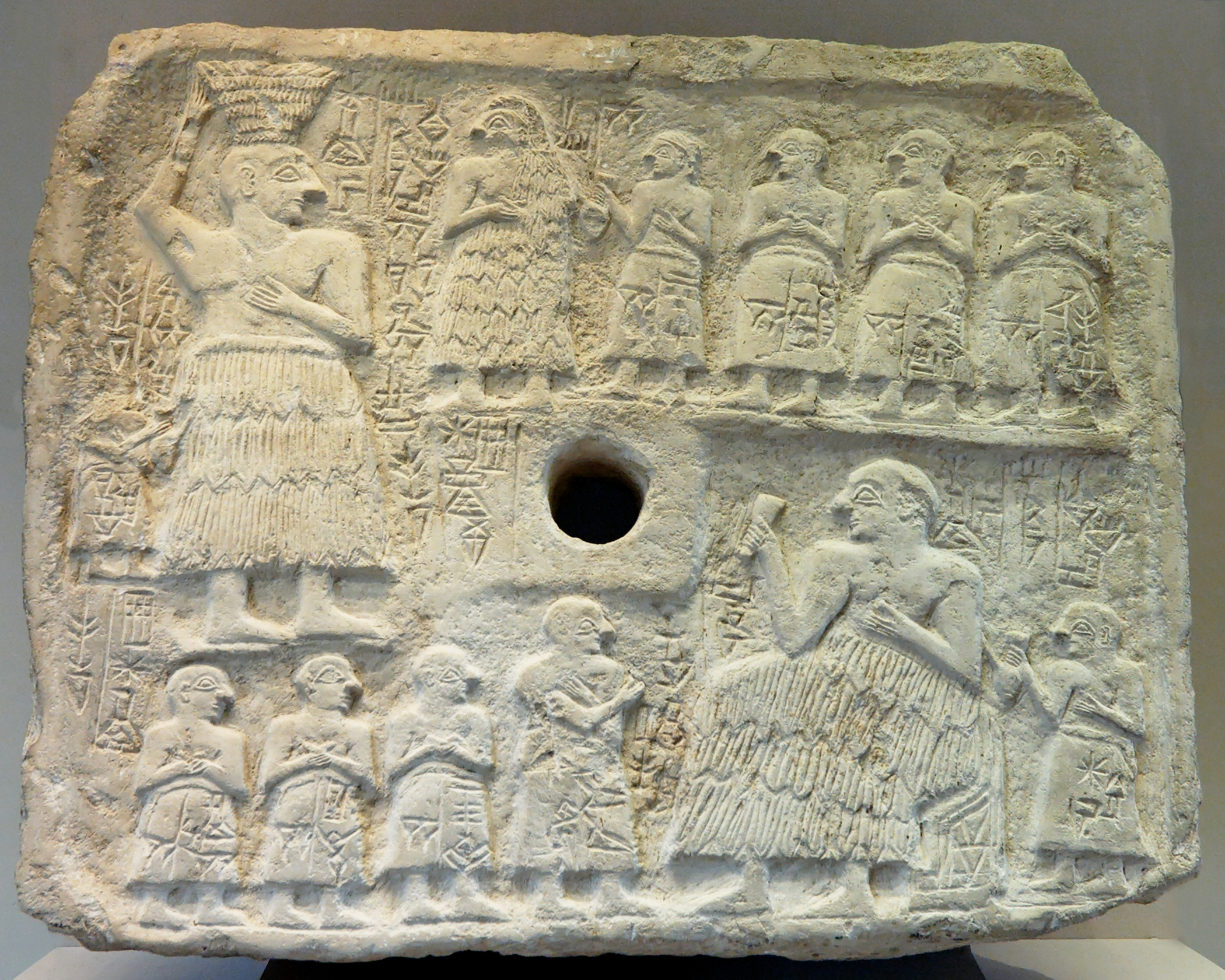
Geperforeerd votiefreliëf van Ur-Nanše, stichter van de eerste dynastie gevonden in Girsu (2550–2500 v.Chr., Louvre).

Rond 2520 v.Chr. stichtte Ur-Nanše een nieuwe dynastie in Lagash. Het is onder zijn regering en die van zijn opvolgers dat men voor de eerst keer goed is ingelicht over de geschiedenis van het land van Soemer, dankzij de talrijke archieven die zijn teruggevonden in Girsu voor deze periode. Lagash is op dat moment in een quasi permanente strijd verwikkeld met haar noordelijke buur, Umma, over het bezit van een grensgebied. Dit aanhoudende conflict duurt ongeveer drie eeuwen, en Lagash behaalt evenveel overwinningen als nederlagen. De grootste vorst uit deze periode is Eannatum, die het leger van Umma verplettert en zelf een coalitie die uit het merendeel van vorsten van Mesopotamië bestond verslaat. Lagash bereikt op dat moment zijn hoogtepunt. Zijn opvolger Enannatum wordt op zijn beurt verslagen door de koning van Umma, maar zijn zoon Entemena wreekt hem en neemt de vijandelijke stad.
Lagash kent daarop een periode van verval, de laatste vorst uit het huis van Ur-Nanaš Enannatum II werd na enige jaren op de troon verdrongen door een van de priesters van Ninhursag en een tijdlang voeren de priesters een corrupt beleid. Rond 2350 v.Chr., bestijgt een usurpator de troon: Uruinimgina. Hij wenst de sociale rust in het land te herstellen, maar hij lijdt echter een nederlaag tegen koning Lugalzagezi van Umma, en vervolgens verloor Lagash haar onafhankelijkheid toen ze werd geïncorporeend in het Akkadische rijk van Sargon rond 2340 v.Chr.

### Tweede dynastie van Lagash

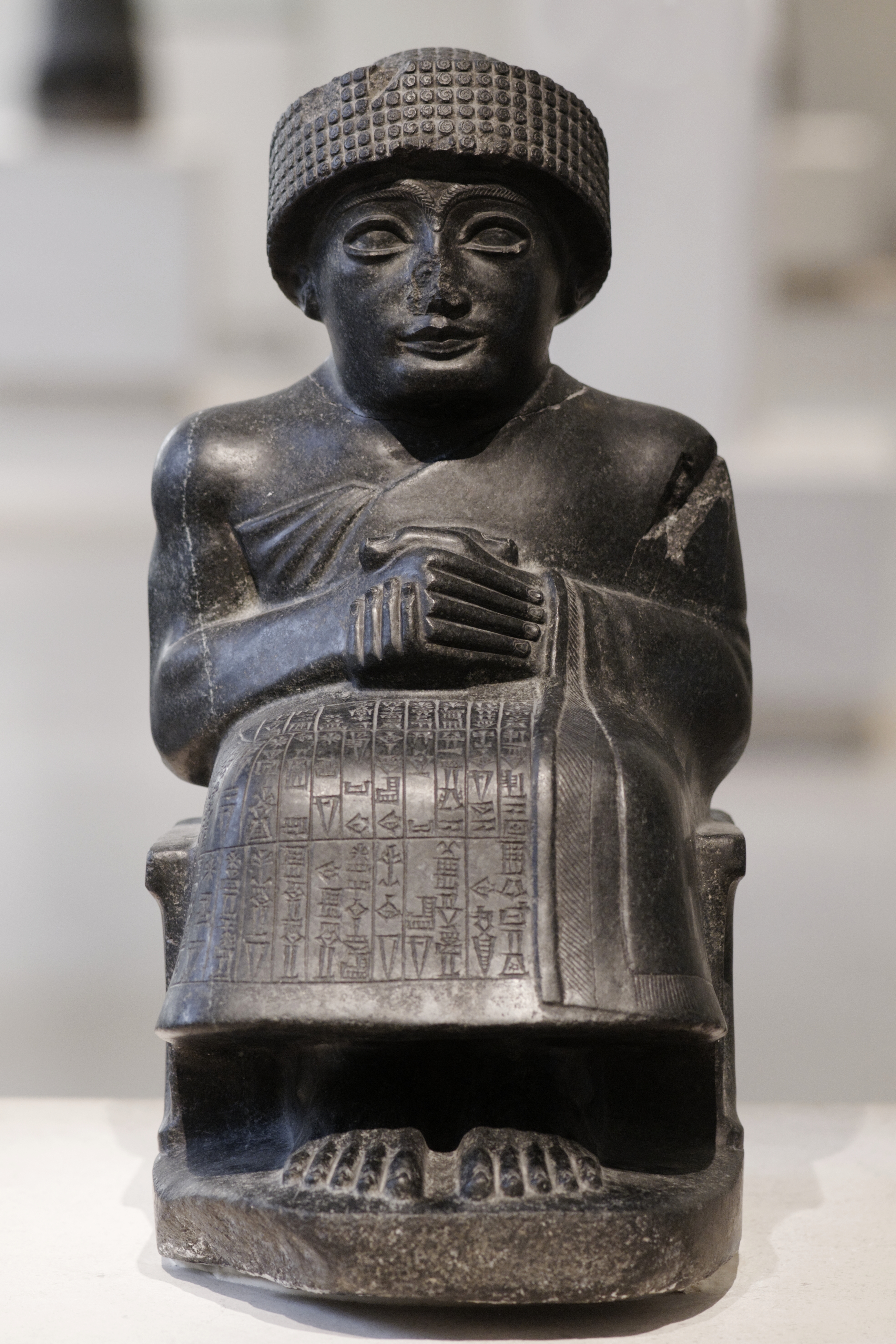
Statuette van Gudea van Lagash gevonden in Girsu (ca. 2120 v.Chr., Louvre).

Het Akkadische rijk stort rond 2200 v.Chr. in en Lagash herwint zijn onafhankelijkheid, en Ur-Ningirsu I sticht een nieuwe dynastie. Het gaat echter niet om een dynastie in de exacte betekenis van het woord, aangezien de vorsten geen leden van dezelfde familie schijnen te zijn.
Deze periode wordt door de figuur van Gudea beheerst, die regeert rond 2120 v.Chr. Deze vorst is eerder door zijn patronage op artistiek gebied bekend dan door zijn militaire acties, aangezien de enige overwinning op zijn conto een tegen Elam is. Aan Girsu, heeft hij het merendeel van de tempels hersteld, en nieuwe gebouwd, waaronder de tempel voor de god Ningirsu, het Eninnu, die is verwoest door de onhandigheid van de Franse archeologen die opgroeven te Tello. Er zijn daarentegen van zijn regering wel prachtige standbeelden overgebleven. Ze stellen Gudea voor en bevinden zich momenteel in het Louvre. Deze kleine maar charmante beeldjes vormen een hoogtepunt van de Soemerische beeldhouwkunst.
Na de regering van Gudea kende Lagash een nieuwe periode van verval en wordt rond 2100 in het grote koninkrijk van Ur III opgenomen. Ur-Nammu van Ur veroverde de stad. De beelden van de laatste stadvorst Namaḫani en zijn vrouw Ninḫedu zijn gevonden, maar hun hoofden ontbreken. Dit is mogelijk een geval van damnatio memoriae.
Na de instorting van dit rijk een eeuw later, probeert een nieuwe dynastie om de grootsheid van Lagash te doen herleven, maar zij laat zich snel door de naburige koninkrijken onderwerpen. Er heeft in de omgeving van Lagash oorspronkelijk een zeehaven gelegen die toegang gaf tot de Perzische Golf en waarvanuit handel met Dilmun, Magan en Meluhha gedreven werd. De precieze ligging van de haven is niet bekend maar het kan aan de toenmalige monding van de Tigris geweest zijn. Er waren drie verschillende scheepstypes: Dilmun-, Magan- en Meluhhaschepen. Echter na de tijd van Ur III is er geen sprake meer van een haven, waarschijnlijk door aanslibbing en verlanding. Sindsdien zijn de restanten van de stad vele kilometers landinwaarts komen te liggen.
Na deze tijd neemt Lagash geen belangrijke plaats meer in in de geschiedenis van Mesopotamië. De steden van het rijk worden verlaten in de 17e eeuw v.Chr., alvorens ze in latere perioden worden hervolkt. Er zijn enkele gebouwen die in de 2e eeuw v.Chr. worden gedateerd, in Girsu teruggevonden, maar de stad wordt kort daarop verlaten, toen Lagash reeds lang was verlaten.